# Naval Support Activity Hampton Roads
Activité de soutien naval à Hampton Roads
Le Naval Support Activity Hampton Roads (NSA HR) est un commandant de soutien régional de l'échelon 4 de l'US Navy qui est responsable devant la Navy Region Mid-Atlantic (en) de l'exploitation et de la maintenance de l'installation sur laquelle elle a son siège.

## Description
Adjacent à, mais séparé de la base navale de Norfolk, le NSA Hampton Roads possède la plus grande concentration d'installations administratives et de communication du quartier général de la flotte en dehors de Washington, DC, y compris le quartier général de l'United States Fleet Forces Command (USFLTFORCOM), du Commandement de l'United States Navy Reserve (USNR) et du Commandement de l'United States Marine Corps. Commandement, ainsi que des composants du Comité des chefs d'état-major interarmées et le campus d'origine du Joint Forces Staff College (en). 
Il abrite également le Commandement allié Transformation de l'OTAN.
En outre, NSAHR gère l'annexe nord-ouest de l'activité de soutien naval dans la section Deep Creek de Chesapeake et fournit des services de soutien à l'installation au Naval Medical Center Portsmouth (en) (NMCP).